# Judenfrage
Als „Judenfrage“ (auch: „jüdische Frage“ oder „Judensache“) wurden in Europa ab dem 18. Jahrhundert die Probleme bezeichnet, die sich aus der Jüdischen Emanzipation ergaben. Die Diskussion begann um 1750 in Großbritannien, um 1790 in der Französischen Revolution auch in Frankreich und wurde auch als jüdische Frage (englisch jewish question, französisch la question juive) bezeichnet. Diese Formulierung betonte eher den Anspruch der Juden auf eine politische Lösung ihrer Probleme mit Nichtjuden.
Ab 1860 eigneten sich Judengegner den Begriff im Kontext des Nationalismus immer mehr an, um die jüdische Minderheit und das Judentum auf verschiedene Weisen als Hindernis der allgemeinen gesellschaftlichen Entwicklung zu beschreiben. Seit dem Börsenkrach von 1873 wurde der Begriff im Kaiserreich zu einem feststehenden Ausdruck des zeitgenössischen Antisemitismus, der Juden jede Fähigkeit zur Integration und Assimilation absprach und ihnen ein Weltherrschaftsstreben unterstellte („Weltjudentum“).
Der Nationalsozialismus propagierte im Anschluss an die Deutschvölkische Partei eine „Endlösung der Judenfrage“. Ab 1941 tarnte und rechtfertigte dieser Ausdruck die Durchführung des Holocaust.

## Entstehung
Der Antijudaismus hatte seit Jahrhunderten Ausgrenzung, Diskriminierung, Verfolgung von jüdischen Minderheiten in vielen Regionen Europas bewirkt und verfestigt. Erst mit der allmählichen Anerkennung der allgemeinen Menschenrechte im Gefolge der Aufklärung wurde die Gleichstellung aller Bürger eines Nationalstaats zu einem politischen Ziel. Dies betraf besonders die bis dahin rechtlich, sozial und politisch unterprivilegierten Juden, die sich so potentiell aus ihrer gesellschaftlichen Isolation befreien konnten.
Die rechtliche Gleichstellung aller Bürger, auch der Juden, wurde in den sich bildenden europäischen Nationalstaaten verschieden angegangen, traf auf erhebliche Widerstände und führte – gerade auch im Blick auf Juden – vielfach zu Rückschlägen. Die Integrationsversuche und -konzepte reichten von „Duldung“ und „bürgerlicher Verbesserung“ bis zu „Gleichberechtigung“ und „Emanzipation“ aufgrund der aufgeklärten Toleranz gegenüber andersgläubigen Einzelnen oder Gruppen.
In diesem Übergangsprozess gab ein Zeitbeobachter zuerst in England 1753 öffentlich eine „Antwort auf die berühmte Judenfrage“ (Reply to the Famous Jew Question): Damit meinte er die Erlaubnis an Juden zum Landerwerb. Die Französische Nationalversammlung diskutierte 1790 unter dem Titel la question sur les juifs darüber, ob Juden zu den gesetzlich gleichgestellten Bürgern Frankreichs gehören sollten. Emanzipationsskeptiker und -gegner forderten dagegen schon seit 1800 die Ansiedlung aller europäischen Juden in Übersee oder im Land Israel. Judenfeinde wie Hartwig von Hundt-Radowsky forderten Arbeitslager und Zwangssterilisierung für alle Juden.
Bis nach dem Wiener Kongress jedoch verwendeten Befürworter wie Gegner der Judenemanzipation den Begriff Judenfrage im annähernd gleichen Sinn für mit der Integration von Juden real verbundene Probleme.
1838 erschienen erstmals zwei Aufsätze unter dem Titel Die jüdische Frage, die die damals kontrovers diskutierte rechtliche Gleichstellung der Juden in Preußen mit Berufung auf angeblich unveränderliche jüdische Eigenheiten abwehren wollten. Bis 1844 setzte sich die Bezeichnung Judenfrage für diese Kontroverse in Preußen allgemein durch. Juden wurden damit als einheitliche Gruppe identifiziert, die sich entgegen früheren Erwartungen nicht aufgelöst und zur reinen Konfession gewandelt hätten und daher ein Problem für die nationale Einigung bildeten.

## Philosophische Wendung
Der Religionsphilosoph Bruno Bauer veröffentlichte 1842 einen Aufsatz in den Deutschen Jahrbüchern für Wissenschaft und Kunst mit dem Titel Die Juden-Frage, den er 1843 – nun ohne Bindestrich – als selbständige Broschüre zu diesem Thema veröffentlichte. Darin versuchte er zu beweisen, dass die Juden als Gruppe nicht „verbessert“ (durch rechtliche Gleichstellung zur Integration erzogen) werden könnten, da auch aufgeklärte Juden an ihrem traditionellen religiösen Anspruch des exklusiven Auserwähltseins festhielten. Deshalb müssten auch sie nach Alleinherrschaft streben und damit letztlich Krieg gegen die Menschheit führen. Einzelne Juden könnten sich nur durch Aufgabe ihres Judentums zugunsten eines allgemeinen Menschentums in die bürgerliche Gesellschaft integrieren. Dies galt für Bauer genauso für das Christentum, wie er in seiner weiteren Schrift Die Fähigkeit der heutigen Juden und Christen, frei zu werden ausführte.
Auf diese Schriften antwortete der 26-jährige Karl Marx, von jüdischer Herkunft, 1844 mit seinem Aufsatz Zur Judenfrage. Er sah die „Lösung“ der Frage in der Aufhebung der weltlichen Schranken der bürgerlichen Gesellschaft, mit der auch begrenzte religiöse Standpunkte verschwinden würden. Dabei war die rechtliche Gleichstellung des Judentums an sich für ihn ein Beispiel für die unvollkommene „politische Emanzipation“, welche den Menschen auf ein egoistisches unabhängiges Individuum einerseits und auf die moralische Person des Staatsbürgers andererseits reduziere. Anstelle der politischen verlangt er eine „menschliche Emanzipation“, bei der der Mensch seine Kräfte als gesellschaftliche erkennt und organisiert.
Häufig wurde Marx eine antisemitische Haltung unterstellt, obwohl sein Aufsatz tatsächlich die rechtliche Gleichstellung der Juden fordert. Er führt aus, dass in einem modernen politischen Staat im Unterschied zum christlichen Staat die Religion Privatsache sei.
Im zweiten Teil der Schrift unternimmt es Marx, Bauers theologische Fassung der Judenfrage zu brechen. Er fragt nach dem weltlichen Grund des Judentums und erhält als Antwort: „Das praktische Bedürfnis, der Eigennutz“. Ob diese Antworten aus Bauers Texten, Marx’ eigener Anschauung oder anderen Quellen gewonnen werden, ist ein Gegenstand der Interpretation von Zur Judenfrage.
Indem er diese Umdeutung des Begriffes „Judentum“ beim Wort nimmt, scheint Marx populäre Vorurteile zu bedienen, um dann aber aufzuzeigen, dass der „Schacher“ in gleicher Weise grundlegend für das Christentum sei.
Er kommt zu dem Schluss, dass die soziale Emanzipation der Christen wie der Juden die Befreiung der Gesellschaft von der Macht des Geldes voraussetzt. Er korrigierte sich in seinem späteren Wirken in einigen Punkten und bekämpfte die Religion nicht direkt, sondern erwartete ihr allmähliches Verschwinden nach erfolgreicher Revolutionierung der Produktionsverhältnisse. Erst in den folgenden Werken, beginnend mit den zu Lebzeiten unveröffentlichten Ökonomisch-philosophischen Manuskripten aus dem Jahre 1844, untersuchte Marx die Ökonomie der bürgerlichen Gesellschaft gründlicher. Die Kritik der Macht des Geldes, welche in Zur Judenfrage geübt wird, weicht dabei einem Verständnis des gesamten kapitalistischen Systems.
Marx, der selbst jüdische Vorfahren hatte, hing weder dem jüdischen noch christlichen Glauben an, sondern vertrat eine prinzipiell materialistische Philosophie.

## Antisemitismus

### Deutschland
Gerade Gebildete schufen im deutschen und französischen Sprachraum in der ersten Hälfte des 19. Jahrhunderts durch ihre Veröffentlichungen oft erst eine Judenfrage, die so zuvor nicht bestand. In seinem Aufsatz Das Judenthum in der Musik, der 1850 veröffentlicht wurde, nahm sich Richard Wagner vor, „das unwillkürlich Abstoßende, welches die Persönlichkeit und das Wesen der Juden für uns hat, zu erklären, um diese instinktmäßige Abneigung zu rechtfertigen, von welcher wir doch deutlich erkennen, dass sie stärker und überwiegender ist, als unser bewusster Eifer, uns dieser Abneigung zu entledigen.“ Ernest Renan sprach um 1860 von einem Semitenthum, das keine eigenständigen Kulturleistungen schaffen und keine den europäischen Kulturvölkern ebenbürtige Zivilisiertheit erreichen könne.
Die Antisemiten des Deutschen Kaiserreichs lehnten die 1871 erreichte gesetzliche Gleichstellung der Juden und ihre darauf folgende Integration in die nach wie vor vom Christentum geprägte Gesellschaft strikt ab und beschworen die Gefahr, dass Juden diese von Nichtjuden beförderten Integrationsversuche nur zur Dominanz in Wirtschaft, Politik und Kultur ausnutzen würden und diese teilweise schon erreicht hätten. Damit deuteten sie – entgegen der von Karl Marx vertretenen Denkrichtung – die „soziale Frage“ zur „Judenfrage“ um.
Diese Sicht propagierte zuerst Otto Glagau 1874/75 in einer Artikelreihe in der Gartenlaube. Er brandmarkte Juden als Schuldige am Gründerkrach von 1873, als Börsenspekulanten und „Gründungsschwindler“, zugleich aber auch als Feinde des Katholizismus im damaligen Kulturkampf.
Ihm folgte der lutherische Hofprediger Adolf Stoecker. Mit seiner Septemberrede 1879 machte er die Judenfrage zum öffentlichen Thema und positionierte seine Deutschsoziale Partei fortan antisemitisch. Mit der Gründung der Berliner Bewegung versuchte er auch über seine Partei hinaus für die Zurückdrängung von Juden aus öffentlichen Ämtern zu werben. Wenig später löste Heinrich von Treitschke den Berliner Antisemitismusstreit aus, indem er in einem Aufsatz die weitere Unterdrückung der jüdischen Religion zugunsten eines preußisch-nationalen Protestantismus forderte. Im selben Monat gründete der Journalist Wilhelm Marr nach dem überwältigenden Erfolg seines Buchs Der Sieg des Judenthums über das Germanthum die Antisemitenliga als erste Gruppe, die die Vertreibung aller Juden aus Deutschland anstrebte und das Schlagwort Antisemitismus als Kern ihres Gründungsprogramms verbreitete.
Den Antisemiten gelang es, den Begriff Judenfrage so zu prägen, dass darunter eine von „den Juden“ bzw. dem „Weltjudentum“ als Kollektiv ausgehende Gefahr für die moderne Gesellschaft verstanden wurde, die auf irgendeine Art gelöst werden müsse. Zwischen 1873 und 1900 erschienen etwa 500 Schriften, die sich in diesem Sinne mit der Judenfrage befassten.

### Russland
Seit den Teilungen Polens ab 1772 sah die Regierung des russischen Zarenreiches die zahlreichen nun dort lebenden Juden als Problem an und plante, diese „Judenfrage“ entweder durch Assimilation oder Ausweisung zu lösen.
Die meisten russischen Juden wohnten im Westen Russlands im Ansiedlungsrayon, dessen Grenzen 1815 endgültig festgelegt wurden. Im Jüdischen Statut von 1804 wurde die Niederlassung von Juden und ihre Tätigkeit als Pächter in Dörfern sowie der Ausschank von alkoholischen Getränken an Bauern verboten. Damit sahen sich Tausende von jüdischen Familien ihrer Lebensgrundlage beraubt. Die Ausweisung aus den Dörfern wurde für einige Jahre aufgeschoben, 1822 in den belarussischen Dörfern jedoch systematisch durchgeführt.
Zar Nikolaus I. suchte die „Judenfrage“ durch Zwang und Unterdrückung zu lösen. 1827 führte er das Kantonistensystem ein, das die zwangsweise Aushebung jüdischer Jugendlicher zwischen 12 und 25 Jahren in die russische Armee vorsah. In den 1840er Jahren begann sich die Regierung mit der Erziehungsfrage zu befassen und beschloss den Aufbau von besonderen jüdischen Schulen. Diese Schulen sollten durch eine Sondersteuer („Kerzensteuer“) finanziert werden, welche die Juden zu bezahlen hatten. Die nächste Phase des Programms von Nikolaus I. war die Einteilung der Juden in zwei Gruppen: „Nützliche“ und „Nutzlose“. Zu den Nützlichen gehörten wohlhabende Kaufleute, Handwerker und Landwirte. Die restliche jüdische Bevölkerung, Kleinhändler und Mittellose galten als „nutzlos“ und sahen sich von der zwangsweisen Einziehung in die Armee bedroht, wo sie eine handwerkliche oder landwirtschaftliche Ausbildung erhalten sollten. Dieses Projekt stieß auf Ablehnung russischer Politiker und führte zu Interventionen westeuropäischer Juden. 1846 reiste Moses Montefiore zu diesem Zweck von England nach Russland. Der Befehl zur Klassifizierung der Juden in diese Kategorien wurde 1851 ausgestellt. Durch den Krimkrieg wurde zwar die Anwendung verzögert, die Quoten für die zwangsweise militärische Aushebung jedoch ums Dreifache vergrößert. Die russischen Maigesetze wurden von Zar Alexander III. im Mai 1882 als Reaktion auf die Pogrome in Kraft gesetzt, zu denen es nach dem Attentat auf seinen Vorgänger Alexander II. in zahlreichen russischen Städten gekommen war, und dienten der Einschränkung der Freizügigkeit der russischen Juden. Von Konstantin Pobedonoszew, dem persönlichen Berater von Zar Alexander III., ist folgender Ausspruch überliefert: Ein Drittel (der russischen Juden) wird sterben, ein Drittel wird auswandern, und das letzte Drittel wird im russischen Volk völlig assimiliert werden. Siehe dazu Geschichte der Juden in Russland.

## Rassismus
Im Kontext der ersten antisemitischen Welle im Kaiserreich (1879–1882) definierten radikale Antisemiten die Juden als „Semiten“, also Angehörige einer fremden Rasse. So versuchten sie, die Judenfrage als Rassenproblem darzustellen, das nur noch durch Ausgrenzung aller Juden lösbar erscheinen sollte. Argumente dafür fanden sie in biologistisch argumentierenden Rassentheorien von Arthur de Gobineau und in der Selektionstheorie von Charles Darwin. Dieser moderne Rassismus sollte die behauptete Nichtintegrierbarkeit von Juden, die in Europa längst vielfach dieselbe Sprache und Kultur pflegten wie das sonstige Bürgertum, pseudowissenschaftlich untermauern.
Es folgten immer schärfere rassistische Propagandaschriften: Karl Eugen Dührings Schrift Die Judenfrage als Racen-, Sitten-, und Kulturfrage (1881) stellte Juden nunmehr auch als biologische Gefahr dar. Édouard Drumont, Houston Stewart Chamberlain mit den Grundlagen des neunzehnten Jahrhunderts, Paul Anton de Lagarde u. a. verhalfen diesem Denken in ganz Westeuropa zu weiter Verbreitung. Theodor Fritsch veröffentlichte 1887 einen Antisemitismus-Catechismus, der alle judenfeindlichen Klischees sammelte und als Handbuch der Judenfrage viele Auflagen erlebte. Er wurde bis 1945 auch von den späteren Nationalsozialisten gern genutzt.
In der Völkischen Bewegung im deutschen Kaiserreich wurden verschiedene Pläne zu „Lösung der Judenfrage“ propagiert. Seit den 1880er Jahren wurde immer wieder gefordert, Juden unter „Fremdenrecht“ zu stellen und eine weitere Zuwanderung zu unterbinden. Juden und andere Rassen-Fremde wie Slawen oder Wälsche, die im Reichsgebiet bereits ansässig waren, sollten nach den Vorstellungen des Herausgebers von Heimdall. Zeitschrift für reines Deutschtum und All-Deutschtum, Adolf Reinecke, den Status von „Reichssassen“ erhalten: kein Wahlrecht, keine öffentlichen Ämter, kein Grundbesitz, jedoch Wehr- und Steuerpflicht.
Zwar forderten radikale Antisemiten wie Friedrich Lange, Heinrich Pudor und Heinrich Claß in ihren Publikationen meist nicht mehr als eine Fremdengesetzgebung, Ausweisung und Aberkennung der Staatsbürgerrechte für Juden. Doch das Motto der Zeitschrift Hammer (Organ des von Theodor Fritsch gegründeten Reichshammerbundes) verlangte ab 1902 die „Ausscheidung der jüdischen Rasse aus dem Völkerleben“ und ließ damit den Willen zu einer endgültigen Radikallösung anklingen. Das Gründungsprogramm der aus vereinten älteren Antisemitenparteien hervorgegangenen Deutschvölkischen Partei behauptete 1914, die „Vernichtung des Judentums“ werde zur „Weltfrage“ des 20. Jahrhunderts werden. Dies gab der Lösung der Judenfrage eine universalhistorische Bedeutung und stilisierte sie zu einem apokalyptischen Endkampf.

## Zionismus

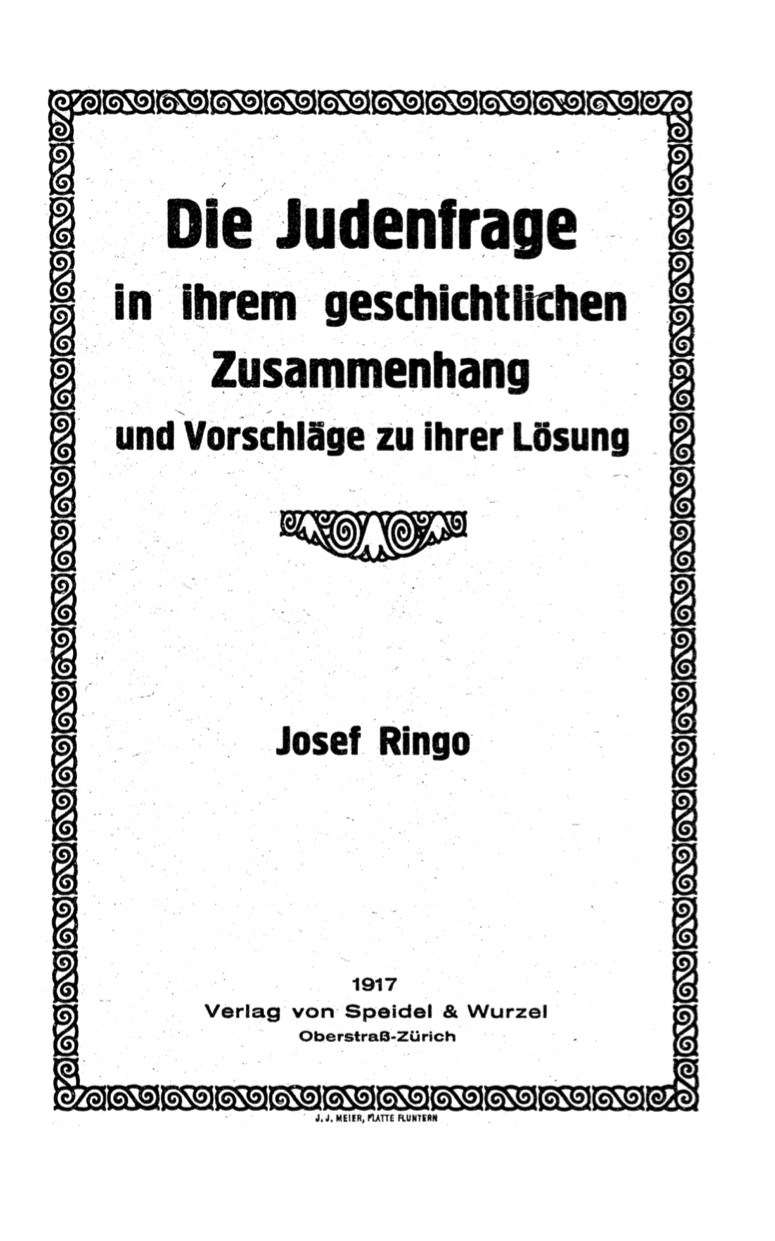
In dem Buch Die Judenfrage in ihrem geschichtlichen Zusammenhang und Vorschläge ihrer Lösung von Jahr 1917 analysierte Josef Ringo die Geschichte der sogenannten Judenfrage und befürwortete die Gründung eines jüdischen Staates.

Im Zusammenhang ihrer Emanzipationsbestrebungen benutzten auch Juden selber diesen Begriff, um zu unterstreichen, dass sie ihre Integration und Assimilation in den entstehenden europäischen Nationalstaaten bejahten. In der Auseinandersetzung mit den Antisemiten bejahten auch Vertreter des entstehenden Zionismus den Begriff in dem Sinn eines jüdischen Nationalbewusstseins, für das ein „Judenstaat“ als Lösung anzustreben sei.
Nathan Birnbaum veröffentlichte 1893 das Buch Die Nationale Wiedergeburt des jüdischen Volkes in seinem Lande als Mittel zur Lösung der Judenfrage (1893). Auch Theodor Herzl, der spätere Präsident des Zionistischen Weltkongresses, nahm den Begriff auf:

„Die Judenfrage besteht. Es wäre doch töricht, sie zu leugnen.“

Er wollte sie als „nationale Frage“ verstanden wissen und vertrat als ihre Lösung seit 1896 einen eigenen Staat für die Juden: Der Judenstaat. Versuch einer modernen Lösung der Judenfrage.
Ein weiteres Beispiel wäre der Roman Zwei im andern Land von Martin Salomonski. Das Science-Fiction-Buch beschreibt die Kolonialisierung des Mondes als Lösung der „Judenfrage“.
Die israelische Unabhängigkeitserklärung vom 14. Mai 1948 weist darauf hin, „dass das Problem der jüdischen Heimatlosigkeit durch die Wiederherstellung des jüdischen Staates im Lande Israel gelöst werden muss“. Hingegen taucht dabei der Begriff der Judenfrage nicht mehr auf.

## Nationalsozialismus

### Programm
Adolf Hitler erklärte die Entfernung des Juden überhaupt 1919 zum unverrückbaren Ziel des Nationalsozialismus. Die NSDAP legte sich in ihrem Gründungsprogramm auf die Vertreibung, Ausweisung und Entrechtung der deutschen Juden fest. In seiner Autobiographie Mein Kampf erklärte Hitler 1924, die Lösung der Judenfrage sei Vorbedingung für den Wiederaufstieg der Germanen zur Großmacht. Seine hasserfüllte Beschreibung der Juden als parasitärische Rasse, deren Beseitigung zur Gesundung der Völker unumgänglich sei, legte bereits den Gedanken an ihre Ermordung nahe. Hitler forderte diese nicht, machte aber deutlich, dass er eine radikale Vertreibungspolitik gegenüber den Juden durchführen werde. Er übernahm dieses Ziel von den Antisemitenparteien und -verbänden der Kaiserzeit. Einfluss auf den Diskurs zur „Judenfrage“ nahmen in der Zeit des Nationalsozialismus auch die hierzu einschlägigen Schriften von Hans F. K. Günther, der als Eugeniker auf eine Segregation von Juden und Nichtjuden gedrängt hatte (Rassenkunde des jüdischen Volkes, 1929).

### Pseudowissenschaftliche Projekte
Seit der Machtübernahme 1933 etablierten die radikalen Antisemiten im NS-Regime die „Judenfrage“ auch als pseudowissenschaftliches Projekt.
Zur pseudohistorischen Rechtfertigung der Nürnberger Gesetze veröffentlichte Wilhelm Grau 1935 in Hamburg die Schrift Die Judenfrage als Aufgabe der neuen Geschichtsforschung. Er leitete seit 1936 auch die Abteilung Geschichte der Judenfrage in der renommierten, nun aber von Nationalsozialisten gelenkten Historischen Zeitschrift. Als Judenfrage verstand er „alle jene Probleme […], die in der Begegnung der Völker mit dem jüdischen Volk zu jeder Zeit der Geschichte in Erscheinung getreten sind“. Diese müssten endlich vom Einfluss „jüdischer“ Geschichtsschreibung befreit und vom Standpunkt der „Wirtsvölker“ aus betrachtet werden. Ziel sei eine „natürliche Lösung der Judenfrage nach dem Grundsatz der reinlichen Scheidung“.
Eberhard Taubert gründete 1934 im Auftrag des Reichspropagandaministeriums unter Joseph Goebbels ein Institut zum Studium der Judenfrage. Der Historiker Wilhelm Ziegler leitete es seit 1935. Er und Hermann Kellenbenz saßen auch im Beirat der von Karl Alexander von Müller geleiteten Forschungsabteilung Judenfrage im Reichsinstitut für Geschichte des neuen Deutschland. Ab 1941 lehrte er Neuere Geschichte, Politik und Judenfrage an der Universität Berlin.
Das Berliner Institut nahm seinen Sitz in der im Juni 1933 enteigneten Villa des Instituts für Sexualforschung in Berlin. Dort wurde u. a. das Drehbuch des Propagandafilms Der Ewige Jude entworfen und 1935 der Sammelband Die Juden in Deutschland herausgegeben. Er zeichnete ein „erschütterndes Gesamtbild“ von „den letzten Jahrzehnten jüdischen Lebens und Treibens in Deutschland“ und dem angeblichen Anteil der Juden an „Korruption, Kriminalität und Degeneration“. Im selben Jahr plante das Berliner Institut parallel zum Reichsinstitut für die Geschichte des neuen Deutschland in München eine Bibliothek zur Judenfrage.
In den Folgejahren gründeten sich viele Einrichtungen mit ähnlichen Zielen, die zum Teil heftig miteinander rivalisierten. Alfred Rosenberg hatte schon seit 1924 die Zeitschrift Der Weltkampf herausgegeben. Sie trug den Untertitel: Monatszeitschrift für Weltpolitik, völkische Kultur und die Judenfrage aller Länder. 1941 gelang es ihm, in Konkurrenz zum Berliner Institut sein Institut zur Erforschung der Judenfrage in Frankfurt zu gründen. Dazu ließ er die umfangreiche Judaicasammlung der dortigen Stadtbibliothek beschlagnahmen, so dass die Institutsbibliothek 350.000 Bände besaß und damit zur zweitgrößten Judaica-Bibliothek der Welt (nach Jerusalem) avancierte. Um für sie interessante Buchbestände von jüdischen Gemeinden in den eroberten Ländern zu rauben und als Beutegut nach Deutschland zu bringen, gründete Rosenberg eigens einen „wissenschaftlichen Stoßtrupp“, den Einsatzstab Reichsleiter Rosenberg. Unter der Leitung des Bibliothekars Johannes Pohl „sichtete“ dieser jüdische Bibliotheken u. a. in Wilna, Saloniki, Minsk, Riga und Kiew und raubte ihnen etwa 550.000 Buchbände, von denen ca. 300.000 in Frankfurt ankamen; der Rest wurde vernichtet.
Das Berliner Institut war mittlerweile eine Abteilung für das Studium der Judenfrage im Reichssicherheitshauptamt geworden, geleitet von Adolf Eichmann. Die dort betriebene „Erforschung der Judenfrage“ hatte unmittelbar mit der Planung des Holocaust zu tun, da sie die großangelegte ethnisch-rassistische Umsiedelungs-, Säuberungs- und Völkermordpolitik der Nationalsozialisten in Osteuropa scheinwissenschaftlich begründen sollte.
Ausländische Verbündete folgten dem NS-Vorbild: Mohammed Amin al-Husseini, der Großmufti für die Palästinensergebiete mit Amtssitz in Jerusalem, gründete 1943 ein Arabisches Institut für die Erforschung der Judenfrage in Berlin, das für geheimdienstliche Kontakte, ideologischen Austausch und Zusammenarbeit beim Ausliefern von Juden zur Vernichtung diente.
Auch viele akademische Fachbereiche übernahmen und vergaben antisemitische „Forschungsaufträge“. Die meisten evangelischen zerstörten Landeskirchen finanzierten etwa das Eisenacher Institut zur Erforschung und Beseitigung des jüdischen Einflusses auf das deutsche kirchliche Leben unter Walter Grundmann. Der Volks-Brockhaus Leipzig schrieb 1943 im Artikel „Judentum“:

„66 n. Chr. brach ein großer Judenaufstand aus, der mit der Eroberung Jerusalems und Zerstörung seines Tempels durch Titus 70 n. Chr. endete. Inzwischen hatten sich die Juden weithin über die Mittelmeerländer verstreut: Sie vermehrten sich vor allem durch Gewinnung fremdstämmiger Anhänger ihres Glaubens stark und wurden rassisch mit den verschiedenartigsten Elementen durchmischt. Durch das Zusammenleben mit ihren Wirtsvölkern ergab sich die 'Judenfrage'.“

### Vorbereitung des Holocaust

Schreiben Martin Bormanns zum öffentlichen Umgang mit der Judenfrage

Der Ausdruck „Endlösung der Judenfrage“ beschrieb seit 1940 im Behördenjargon des NS-Regimes das radikale Ziel einer vollständigen Abschiebung und Deportation aller Juden aus den von Deutschland beherrschten Gebieten. Er wandelte sich von Juli 1941 bis zur Wannseekonferenz im Januar 1942 unter der Hand zu einer Tarnfloskel für die Massenvernichtung der europäischen Juden in den dazu errichteten Vernichtungslagern.
Ein Vortrag Heinrich Himmlers vom Dezember 1940 unter dem Titel „Die Judenfrage“ dokumentiert die Pläne zur „Umsiedlung“ von etwa 5,8 Millionen europäischen Juden „in ein noch zu bestimmendes Territorium“. Seit dem „Unternehmen Barbarossa“ im Sommer 1941 wurde die „Endlösung“ zum offiziellen Behördenausdruck für die begonnene Judenermordung und ihre weitere Planung.

### Oppositionelle Verwendung
Auch Gegner des NS-Regimes benutzten den Ausdruck, um ihre Sicht zum Judentum darzustellen: So verfasste Dietrich Bonhoeffer im April 1933 den berühmten Aufsatz Die Kirche vor der Judenfrage, die ein kirchliches Eintreten für die Menschenrechte von Minderheiten aus dem christlichen Glaubensbekenntnis ableitete und die Widerstandspflicht aller Christen im Falle systematischer staatlicher Angriffe auf die Juden, ausgerufen von einem ökumenischen Konzil, theologisch begründete. Mit diesem frühen Vorstoß blieb Bonhoeffer auch im Rahmen der Bekennenden Kirche isoliert.

## Seit 1945
Nach dem Zweiten Weltkrieg trat der Begriff in der öffentlichen Debatte zurück, da man sich nach dem Holocaust von nationalsozialistischer Ideologie abgrenzte. Doch er verschwand nicht und wird weiterhin auch für aktuelle Probleme, die Juden betreffen, verwendet.
Jean-Paul Sartre beschrieb in seiner Schrift „Réflexions Sur La Question Juive“ („Überlegungen zur Judenfrage“) das Phänomen des chimärischen Antisemitismus ohne Juden: Antisemiten würden den Juden als Feind auch dann erfinden, wenn es keine Juden mehr gäbe. Für ihn war die Freiheit aller Bürger erst mit der vollen Freiheit und Sicherheit der Juden verwirklicht:

„Kein Franzose wird frei sein, solange die Juden nicht im Besitz ihrer vollen Rechte sind. Kein Franzose wird in Sicherheit sein, solange noch ein Jude in Frankreich und in der ganzen Welt um sein Leben fürchten muss.“

Er folgerte schlicht:

„Die Judenfrage ist durch den Antisemitismus entstanden, und wir müssen den Antisemitismus abschaffen, um sie zu lösen.“

Auch Historiker wie Reinhard Rürup befassen sich mit der Entstehung und Entwicklung des Antisemitismus unter diesem Begriff.
Bei den Großkirchen setzte nach 1945 allmählich ein Umdenken und selbstkritische Abkehr vom traditionellen Antijudaismus ein, der zunehmend als langfristige historische Ermöglichung des nationalsozialistischen Völkermords an den europäischen Juden erkannt wurde. Im Bereich der EKD markiert das Wort zur Judenfrage der Synode von Weißensee 1950 den Beginn dieses Prozesses (siehe dazu Kirchen und Judentum nach 1945).